# Solenopsis insularis
Solenopsis insularis es una especie de hormiga del género Solenopsis, subfamilia Myrmicinae.